# Kellenhusen

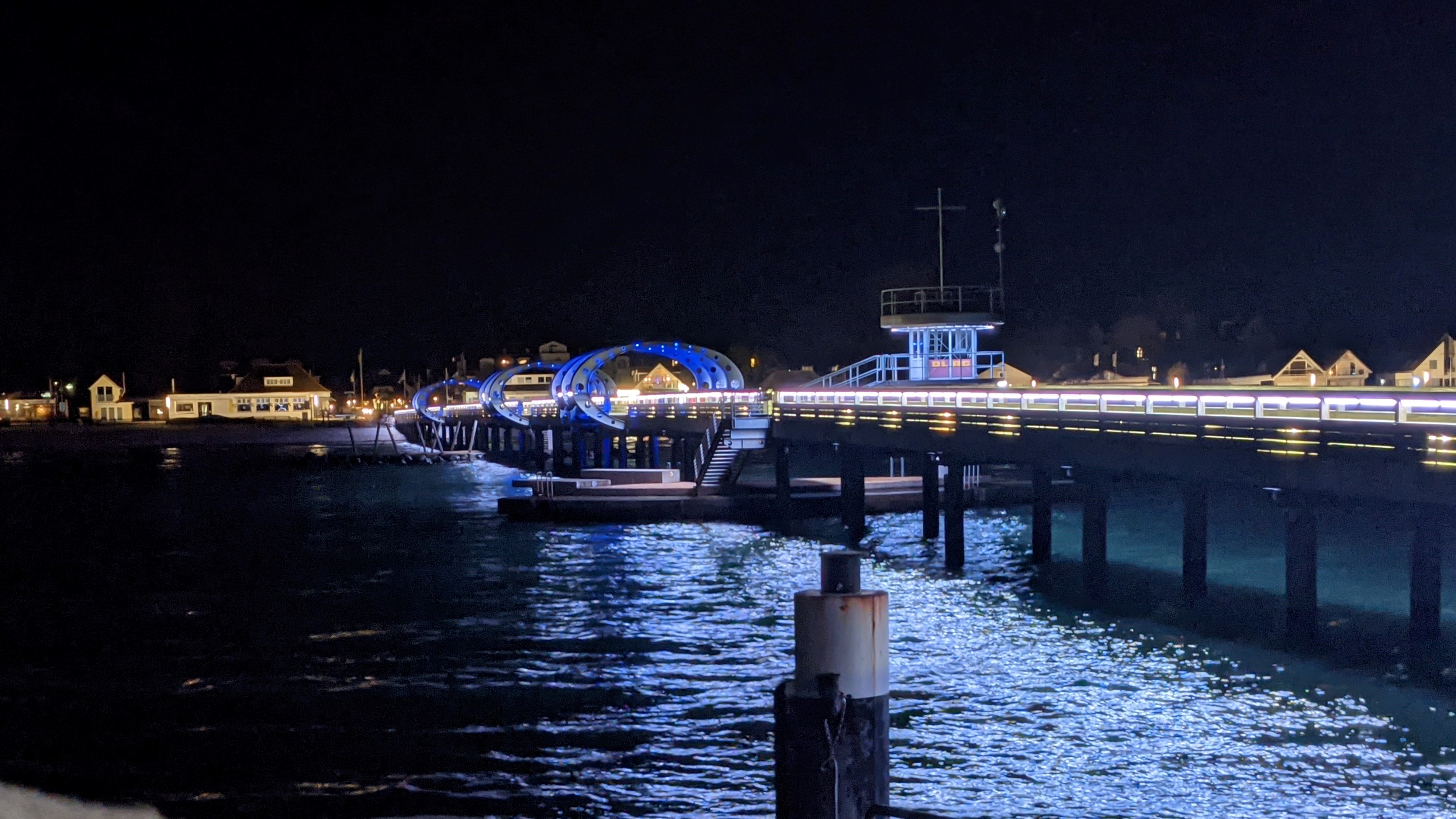
Muelle de Kellenhusen

Kellenhusen es un municipio situado en el distrito de Holstein Oriental, en el estado federado de Schleswig-Holstein (Alemania). Tiene una población estimada, a fines de 2023, de 1262 habitantes.
Actualmente es un importante centro turístico. Recibe a unos 60 000 visitantes, con 460 000 pernoctaciones por año. La playa tiene una longitud de 2 kilómetros y el paseo marítimo asociado, de 1.5 km.